# Vodnij
Vodnij (oroszul: Водный) városi jellegű település Oroszországban, Komiföldön. Önkormányzati szempontból Uhta városi körzethez tartozik. 
Lakossága: 6382 fő (a 2010. évi népszámláláskor).

## Fekvése
Komiföld központi részén, Uhta mellett 32 km-re délnyugatra, az Uhta bal partján helyezkedik el.

## Története
A Gulag lágerrendszer elítéltjeinek munkatáboraként egy kémiai üzem kiszolgálására hozták létre 1931-ben. Az üzemben a talajvíz radioaktív sóoldatából rádiumot vontak ki. Ugyanitt az Uhta–Pecsora medencében kialakított lágerekhez mezőgazdasági „melléküzemág” is működött.
A rádium kitermelését 1956-ig folytatták. A keletkezett nagy mennyiségű radioaktív hulladék biztonságos eltemetéséről azonban nem gondoskodtak, ez napjainkig ható következményekkel járt. Fennmaradtak a kitermelést egykor folytató vállalat épületei és a temetetlen hulladék maradványai, közelükben éli a település mindennapi életét.
Az 1956-ot követő években a Progressz ('haladás') nevet kapott vállalat kerámiából nagyfeszültségű kondenzátorok, tv-készülék alkatrészek és egyebek gyártására állt át, az 1990-es évek végén csődbe ment. Kisebb részlege talán napjainkban is működik, bár ezt helyszíni beszámolók cáfolják. A településen található az állami gazdaság központja is.